# Промоција здравља на радном месту
Промоција здравља на радном месту (енгл. Workplace health promotion -WHP) је скуп активности или комбинованих напора запослених, послодавца и друштва да унапреде здравље и благостање људи на послу. Она се може реализовати комбинацијом побољшања организације рада и радне средине, промоцијом активног учешћа и охрабривањем личног развоја.

## Полазне основе
Везе између рада и здравља су свима јасне, као и да је здравље запослених на вишем нивоу него код незапослених, па и поред тога свет рада још увек, и све  више новим технологијама, излаже опасности здравље и благостање запослених. 
Ризичне радне навике, високи нивои стреса и нефлексибилни радни договори представљају примере фактора који имају штетан ефекат на здравље запослених. Високи ниво одсуства са посла због болести није једини индикатор сиромашног стања здравља унутар радног места, он је такође знак ниске продуктивности и успешности - питања која имају директан утицај на благостање организације.

## Циљеви
Основни циљеви промоције здравља међу запосленима су бројни, али један од најважнијих је стварање снажног партнерства између здравственог сектора и чланова радних организација и целекупне друштвене заједнице. Овим циљем се обезбеђује заједнички приступ сагледавању и идентификовању потреба и проблема на раду, решавању здравствених проблема и пружају услуге и помоћ онима којима су оне најпотребније, односно припадницима социјалних ирадних група посебно подложних болестима на радном месту.

## Имплементација и пракса

### Правна регулатива

#### Закон о социјалном осигурању
У смислу социјалног права, чија су начела: обавезност, солидарност и узајамности, заштите права осигураних лица и заштите јавног интереса, реализује се кроз сталног унапређивања квалитета обавезног здравственог осигурања и економичности и ефикасности обавезног здравственог осигурања. У склопу тога постоји и  појам промоције здравља у компанијама која се законски дефинише одређеним посебним законским регулативама, које су у складу са здравствено осигурањем као посебан облик социјалне и здравствене заштите којим се посебно промовишу успостављање и јачање здравствено-промотивних структура и разних облика промоције здравља у предузећима. 

#### Пореско право
На пример у Немачкој, од 1. јануара 2008. године, према члану 3 бр. 34 ЕСтГ, накнаде које послодавац исплаћује запосленима кроз зараду,  ради спречавања и смањења ризика од болести и унапређења здравља, у компанијама неопорезиве су до износа од 600 евра у календарској години.
Та средства се могу користити само једном годишње по запосленом. Није битно да ли се износ исплаћује у целости или у више рата, али не сме се прекорачити годишњи максимални износ. Износи који прелазе овај износ подлежу порезима и доприносима. Поред тога, грант се заправо мора користити за горе наведене курсеве превенције. 

##### Пореске олакшице
Наводимо следећи пример пореских олакшица за промоцију здравља на радном месту који се од 1. јануара 2008. године, примењују у Неачкој у складу са чланом 3, број 34 Закона о порезу на доходак ( ЕСтГ ) који подржава унапређење здравља запослених. Средства која послодавац платити у износу до 600 евра по запосленом годишње је неопорезиво, ако су утрошена за услуге које се пружају поред већ дугованих зарада ради спречавања и смањења ризика од болести и унапређења здравља.

##### Понуђене услуге
Да би остварио пореске олакшице послодав је дужан да запосленима понуде услуге које укључују:
Обавезне услуге:
- услуге за индивидуалну превенцију понашања (сертификоване курсеве превенције),
- несертификовани курсеви превенције код послодавца уколико су испуњени одређени услови.
- услуге промоције здравља компаније у области „здравствено исправног рада и начина живота“.

Остале мере које укључују:
- чланарине у спортским клубовима, фитнес студијима и сличним објектима,
- мере искључиво за учешће у спорту,
- програми тренинга са једностраним физичким стресом,
- масаже и физиотерапеутски третмани или скрининги (здравствени и превентивни прегледи) без повезивања са интервенцијама из области промоције здравља на раду друштава за здравствено осигурање.

### Здравствени менаџмент компаније
Поред законски обавезне заштите на раду на глобалном нивоу, управљања интеграцијом предузећа обавља се у складу са препорученим медицинским превентивним услугама за промоцију здравља у компаније, која је добровољно за послодавце и запослене, а део је здравственог менаџмента компаније. 
Многе мале и велике компаније већ успешно спроводе промоцију здравља компаније. У основи, компаније се ослањају на комбинацију мера на нивоу понашања и односа. Компаније постижу најбоље резултате уравнотеженом комбинацијом мера на оба нивоа. Ниво односа укључује оквирне услове који промовишу здравље као што су ергономија на радном месту, промене радних процеса или развој менаџера. Ниво понашања обухвата понашање сваког појединачног запосленог. Мере на овом нивоу укључују, између осталог, радионице вежби, специјалистичка предавања о здравој исхрани или јединице за опуштање.
Поред исхране и управљања стресом, промовисање вежбања је један од три централна стуба за унапређење здравља запослених – у свим индустријама и без обзира на опште услове. Интервенције везане за кретање су међу најчешће примењиваним мерама у предузећима. 
У многим земљама организована је и помоћ за борбу против рака  на радном месту са семинарима и догађајима даље обуке за стручњаке из области медицине рада.  У тој области омогућено је запосленима да  могу искористити понуде компаније за превенцију и рано откривање рака у сарадњи са локалним удуђењима за рак.

### Закон о превенцији
Закон о превенцији који је донет у многим земљама  налагао је здравственим осигуравајућим компанијама да сваке године улажу одређену суму новца по осигуранику у циљу промоције здравља у компанијама. Како корисници ових средстава не морају бити чланови фонда који подржава ове мере, дешава се да део ових средства још увек није у потпуности искоришћен.

## Улагање у физичке активности
Отприлике половина свих тренутних програма промоције здравља на радном месту заснива се на интервенцијама физичке активности с обзиром на релативну лакоћу којом послодавци могу да заговарају такве напоре међу запосленима. Активности које спонзорише послодавац у облику тимских спортова су настале још у 17. веку у Уједињеном Краљевству, међутим, већина интервенција у 21. веку  ослања на спонзорство послодавца за приступ запослених здравственим и фитнес објектима. Погодност за запослене у спонзорисаним фитнес објектима снажно утиче на учешће у програму, а објекти који се налазе у близини места становања запослених имају мање губитке времена, чешће се користе и дају боље резултате примене ових програма и боље здравље. Жене често показују ниже учешће у програмима вежбања на радном месту од мушкараца, а млади, самци су често склонији да наставе са иницијативама физичке активности које спонзорише послодавац. У многим случајевима, програми промоције здравља на радном месту засновани на вежбама  труде се да привуку оне који би имали највише користи од таквих напора за фитнес, укључујући старије особе, особе са седентерним начином рада, жене или мање образоване запослене.
Седентарна природа многих савремених радних места повећава негативне метаболичке факторе ризика као што су висок индекс телесне масе (БМИ), обим струка и крвни притисак и повишени нивои глукозе и триглицерида наташте. Показало се да прекидање дугих периода седења смањује ове ризике. Конкретно, показало се да коришћење преносивих машина за вежбање на педала у канцеларијском окружењу побољшава здравље запослених, а показало се и да је употреба ових машина изводљива током радног времена. Успешним су се показале и интервенције помоћу педометара, како би се утицало на понашање запослених, смањило трајање седентарних периода и повећало укупно кретање током радног дана.
Познато је да апликације за паметне телефоне и знакови на радном месту који промовишу коришћење степеница побољшавају здравље запослених, па зато многи послодавци улажу у технологије како би подстакли запослене да прате физичку активност.
Таи чи програми на радном месту су се такође показали ефикасним као здравствена интервенција и средство за смањење одсуства, посебно код старијих радника.
Упркос овим напорима, многи програми промоције здравља се боре са лошим учешћем, а показало се да увођење подстицаја побољшава запослене.

## Промоција здравља у индустријама са ниским платама
Приближно половина радника у Сједињеним Америчким Државама запослена је у индустријама са ниским платама  . Међутим, мање од 10%  нуди програме промоције здравља  због недостатка финансијских средстава, времена и оклевања у вези са поврачајем улагања  . Иако промоција здравља на радном месту има за циљ побољшање благостања свих радника, због економских и друштвених препрека, непропорционални број радника са ниским платама није укључен у истраживање промоције здравља запослених.
Студија из 2015. у градској области Сијетла (округа Кинг) открила је да радници са ниским платама, у поређењу са радницима са високим платама, имају већу вероватноћу да се упусте у ризично понашање по здравље. Ризична понашања по здравље укључују пушење дувана , лошу исхрану и седентарни начин живота, што су фактори који доприносе хроничним болестима  . Такође наглашава несразмерну стопу хроничних болести међу радницима са ниским платама у поређењу са онима са вишим социоекономским показатељима  . Студија, спроведена у метрополитанској области округа Сијетл-Кинг, такође је открила да, иако утицај хроничних болести преовлађује међу радницима са ниским примањима, људи са високим приходима су група за коју је већа вероватноћа да ће учествовати у активностима промоције здравља на радном месту. Утврђено је да баријере постоје у индустријама са ниским платама, укључујући свест, услове рада и управљање  .
Поред високе стопе хроничних болести, радници са ниским платама такође имају високу стопу морбидитета и морталитета , као и изложеност опасностима по животну средину због социоекономских и расних диспаритета. И родна и расна дискриминација су повезане са нижим платама радника, при чему жене и етничке мањине доприносе статистици слабо плаћених радника. Због сложености услова и радних места појединих радника различитих полова и раса, дошло је до пада учешћа у групама нископлаћених радника у програмима промоције здравља радника. Сложености варирају у зависности од ниских плата, углавном радника са скраћеним радним временом, расподеле плата и бенефиција и опасних занимања  .
Предлози за побољшање учешћа радника у индустријама са ниским платама укључују погодност и бољи приступ  . Вакцинације на радном месту и опције здраве хране повећавају учешће у превентивној нези у овим индустријама. Важан фактор у приступу превентивним програмима или програмима промоције здравља за раднике у индустријама са ниским платама је побољшање здравственог осигурања. Проширење и унапређење Закона о приступачној нези повећава подстицаје и за раднике и за послодавце да учествују у програмима превенције  . Повећање покривености запослених са пуним и непуним радним временом повећава покривеност опасним радним окружењем и демографску једнакост  .